# 江田町 (熊本県)
江田町（えたまち）は、熊本県の北部、玉名郡にかつてあった 町。

## 歴史
- 1889年4月1日 - 玉名郡前原村、藤田村、原口村、瀬川村、江田村が合併し江田村が成立。
- 1943年7月1日 - 町制施行し江田町となる。
- 1954年4月1日 - 玉名郡花簇村、川沿村、東郷村と合併し、菊水町となる。

## 出身者
- 中山福蔵 - 国会議員（衆議院、参議院）
- 船山春子 - 小説家、編集者
- 野田知佑（カヌーイスト、作家）